# 高蔵遺跡

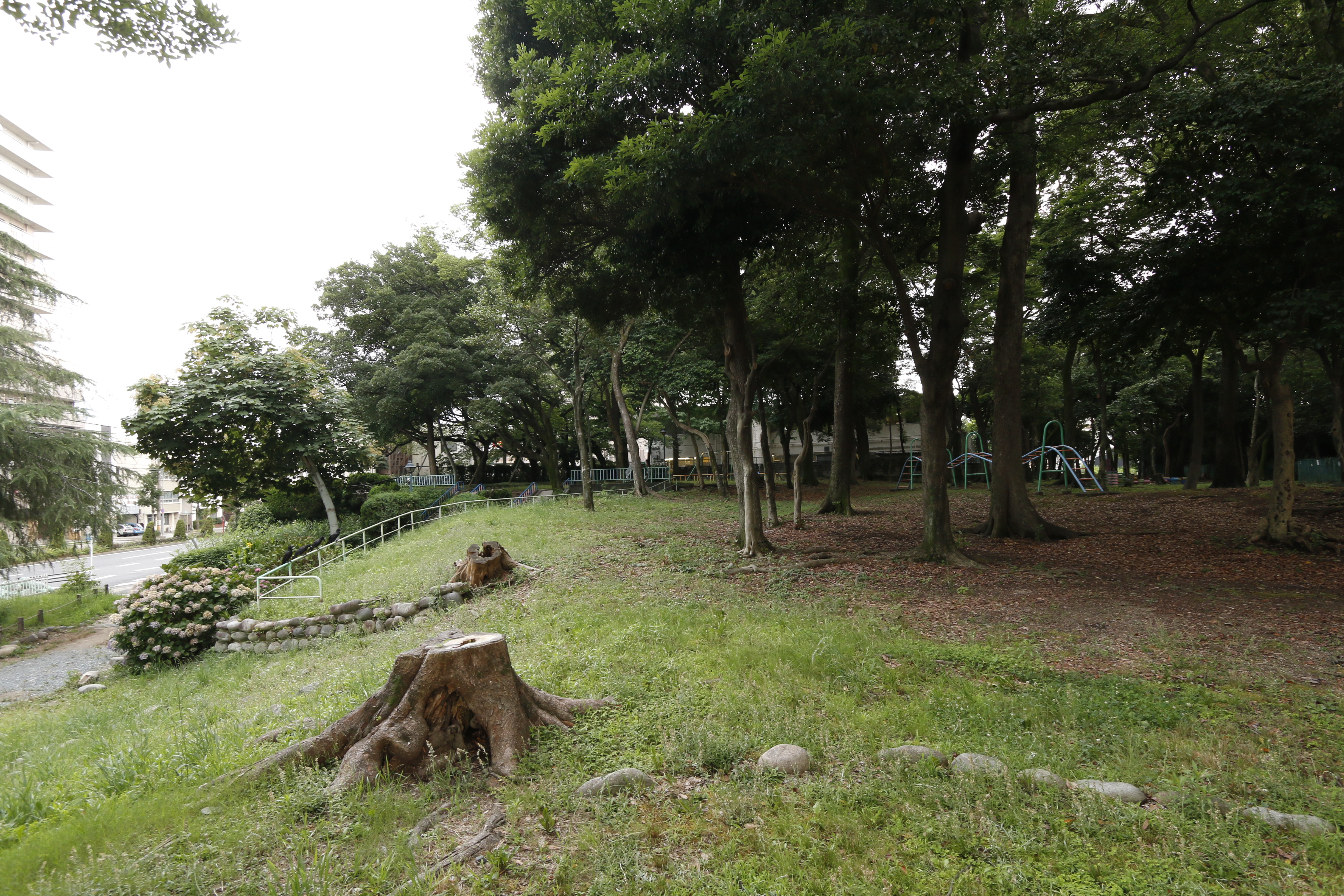
高蔵遺跡の現況（高蔵公園）（撮影：2017年（平成29年）7月）

高蔵遺跡（たかくらいせき）は、愛知県名古屋市熱田区高蔵町付近で発見された、旧石器時代から中世にかけての複合遺跡。高蔵貝塚（たかくらかいづか）や弥生時代の環濠集落、古墳時代の高蔵古墳群（たかくらこふんぐん）などを複合する。

## 概要
1907年（明治40年）、現在の外土居町から高蔵町の付近で大津通の改修工事が行われていた際に土器が出土したものの、価値がわからない作業員によって多くは破壊され捨てられようとしていた。1908年（明治41年）1月7日に、このことを知った名古屋陸軍地方幼年学校の教官・鍵谷徳三郎が翌日現地に赴き、ほぼ原型を留める土器や貝層などを確認。以降、3月25日までの約80日間にわたって発掘調査を行った。その結果、多数の土器・石器や大量の貝、複数の獣骨を確認し、鍵谷は土器や石器地点や貝塚の様相を観察した場所を図として記録したほか、出土した土器の詳細なスケッチなどをまとめて、後に考古学の研究誌に発表している。
鍵谷の調査以降、2007年（平成19年）までの100年で約70回の調査が行われ、弥生時代から古墳時代〜鎌倉時代までの遺構・遺物を確認している。熱田台地の東縁、高蔵町を中心とする東西約580メートル、南北約770メートルをその範囲としているが、現在では児童公園や住宅地などとなって往時の状況はほとんど残されていない。しかし、近年においても建替えなどの際に地主の協力を受けて発掘調査が行われている。

### 弥生時代
環濠集落が築かれていたことが判明している。また同時代の方形周溝墓の跡が多数確認されている。

### 古墳時代
5世紀頃の竪穴建物跡が見つかっている。また墳丘は削られているが複数の周濠を検出しており、5世紀後半から6世紀前半にかけて多くの小型方墳が造られたことが確認されている。また6世紀後半には現在の高座結御子神社の周囲に複数の円墳が築かれた（後述）。

### 遺跡全体からの出土品
- 石器
- 彩文土器（弥生時代中期）
- 虺龍文鏡（破鏡）
- 須恵器
- 埴輪（円筒・家型など各種）

## 高蔵古墳群
鍵谷による1908年（明治41年）の記録では、神社を取り囲むように7基の円墳があったとされる。周辺も含めれば15〜20基程度の古墳があったが、神社を取り囲むようにあった円墳6基（高蔵1号〜6号墳）以外は調査すら行われないままにほとんどが開発で失われ、原型を留めて現存するのは1基のみ。副葬品から築造は6世紀後半と推測され、断夫山古墳などとの関連も指摘されている。なお、前述の方墳を含めて古墳群と呼ぶ場合もある。

### 高蔵1号墳
墳径16〜18メートル、墳高2〜2.5メートルの円墳で、1954年（昭和29年）5月に名古屋大学による発掘調査が行われ、2つの横穴式石室を繋いだ後室胴張型石室と多くの副葬品が見つかった。調査後、墳丘は取り壊されて現存しない。

#### 石室構造
石室は南側に開口しており、直径20〜30センチメートル、長さ40〜50センチメートルの丸石で組みあげられ、壁が彎曲した長さ3メートル、幅1.5メートル、高さ2.3メートルの2つの石室が、長さ4メートル、幅1メートルほどの羨道（通路）で繋がれていた。床は平石仕上げ。これらの石は、木曽川、あるいは庄内川の上流から運ばれたと考えられている。また複数の人骨が見つかっている事から、この墳墓に複数回の埋葬が行われたと見られている。

#### 1号墳出土品
- 人骨（前室2体、後室3体）
- 玉類 - 多数
- 金環 - 9本
- 直刀 - 10本
- 鏃 - 20本以上
- 釣針 -1本
- 釘？ -1本
- 鍵手状製品 - 2本
- 須恵器
  - 後室 - 台附長頸壺 3点、堤瓶 1点、平瓶 2点、高坏 6点、坏蓋 1点、破片 17点
  - 前室 - 台附鉢 1点、壺 1点、平瓶 3点、高坏 3点、坏蓋 1点
- 土師器 - 瓶 1点（後室）
- その他 - 中国古銭 8枚、巴文軒丸瓦片 1点、唐草文軒丸瓦片 1点、平瓦片 3点、陶質皿・土師皿 数点ずつ、陶質丸玉 1点、弥生土器片（封土中）

### その他の墳丘
- 2号墳 - 一部書籍に1958年（昭和33年）12月に名古屋大学による発掘調査が行われたとの記録あり（出土品なし、現存しない可能性も）。
- 3号墳 - 未調査。稲荷社の隣にあって墳径約20メートル。唯一原型をとどめていると考えられる。
- 4号墳 - 未調査。稲荷社の参道脇にある隆起がそれと見られるが判然としない。
- 5号墳 - 未調査。高蔵保育園の横に墳丘がわずかに残る。
- 6号墳 - 未調査。神社の参道脇にある夜寒公園内の隆起がそれと思われるが詳細不明。

## 馬の骨に関する論争
鍵谷が見つけた「彫刻が施された馬の骨」によって、弥生時代の日本に馬が居たのかについて議論を呼んだ。現在ではこの馬の骨は奈良時代頃のものではないかと考えられている。

## 文化財

### 重要文化財（国指定）
- 壺形土器（考古資料） - 愛知県名古屋市熱田区高蔵町出土。東京国立博物館保管。1967年（昭和42年）6月15日指定[2]。
- 台付壺形土器（考古資料） - 愛知県名古屋市熱田区高蔵町出土。東京国立博物館保管。1967年（昭和42年）6月15日指定[3]。

### ギャラリー

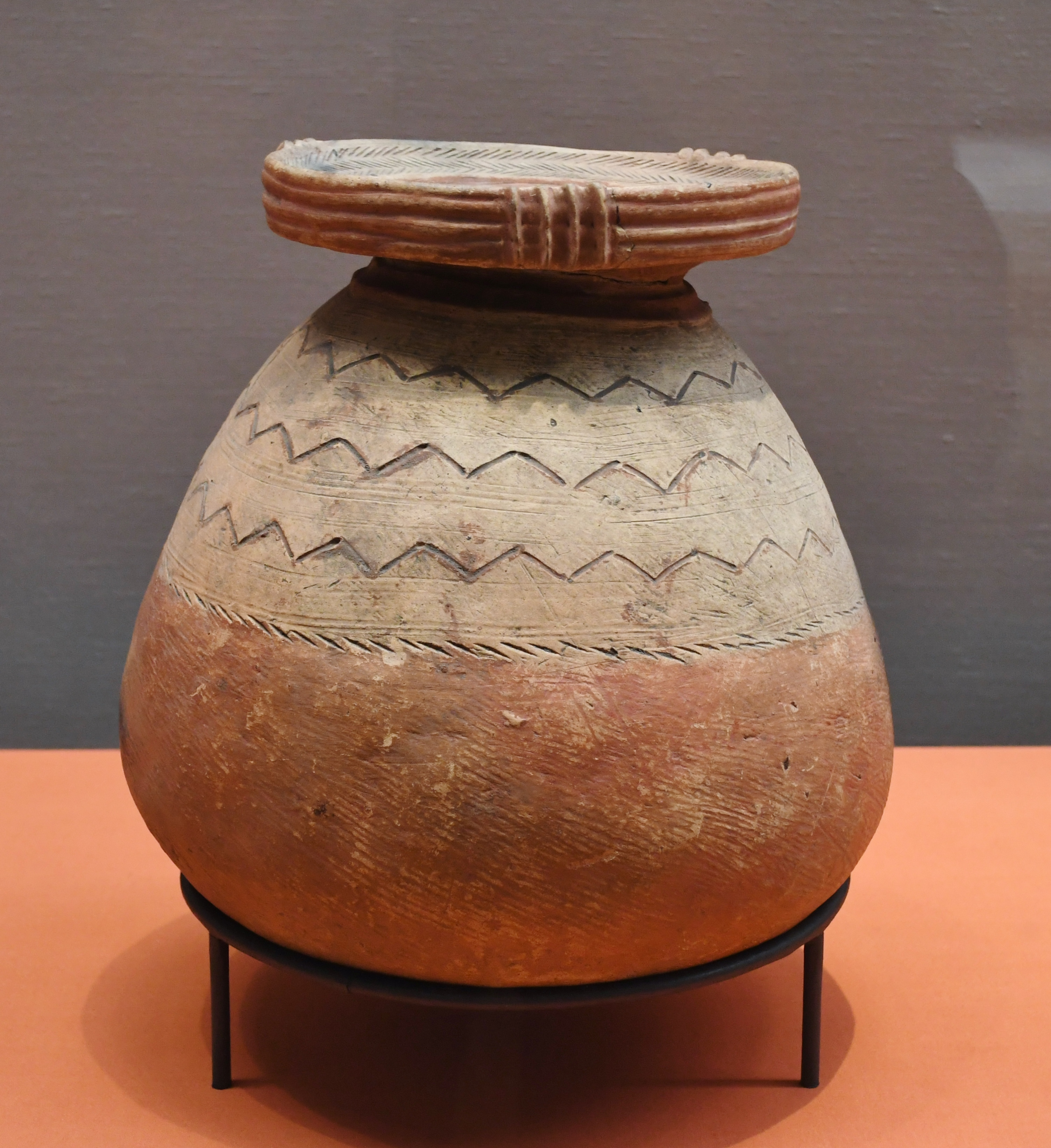
壺形土器 東京国立博物館展示。
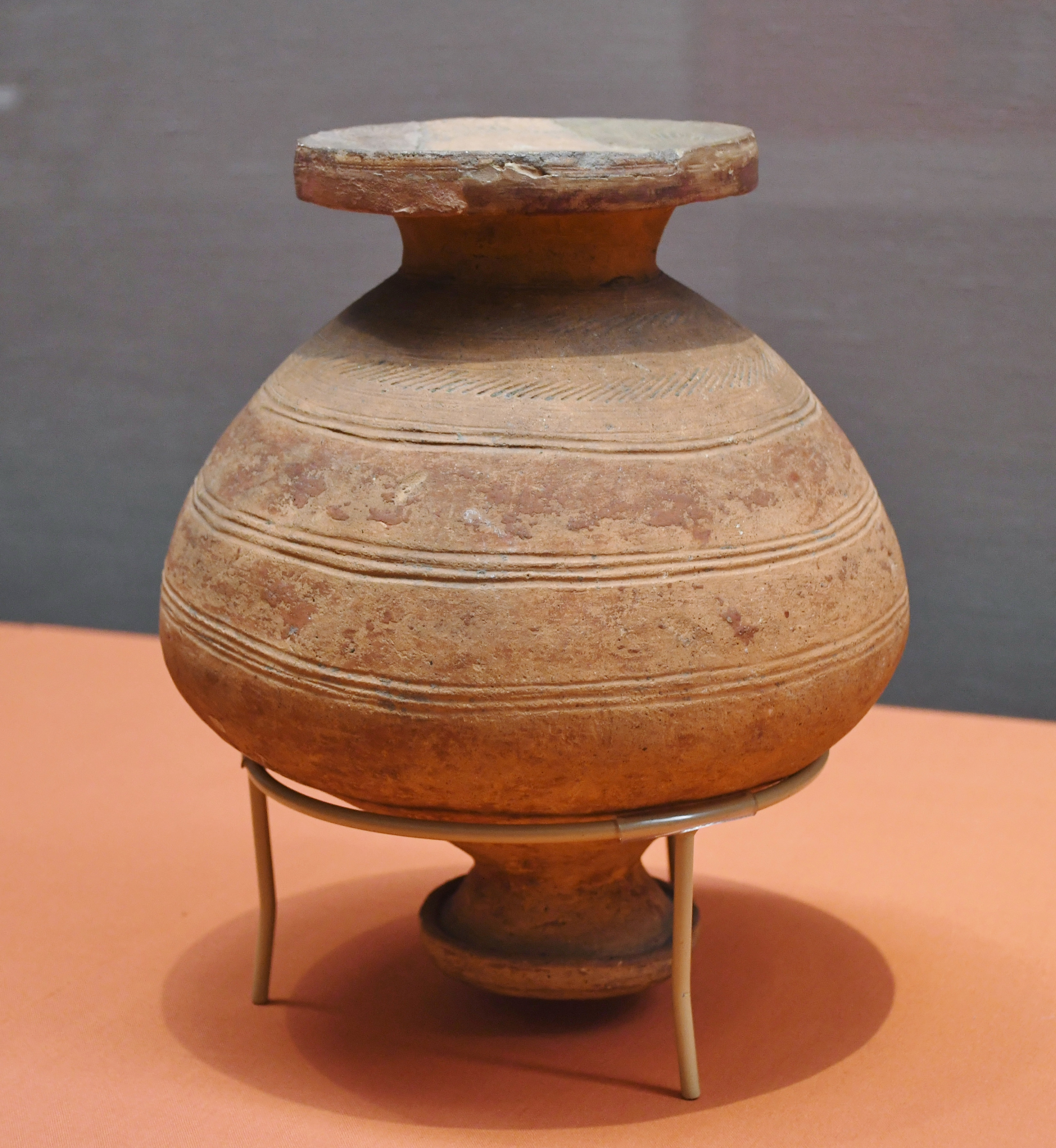
台付壺形土器 東京国立博物館展示。